# Дупе-Дял (Бістріца-Несеуд)
Дупе-Дял (рум. După Deal) — село у повіті Бистриця-Несеуд в Румунії. Входить до складу комуни Мілаш.
Село розташоване на відстані 292 км на північний захід від Бухареста, 36 км на південь від Бистриці, 64 км на схід від Клуж-Напоки.

## Населення
За даними перепису населення 2002 року у селі проживали 45 осіб, усі — румуни. Усі жителі села рідною мовою назвали румунську.